# Philodromus assamensis
Philodromus assamensis är en spindelart som beskrevs av Benoy Krishna Tikader 1962. Philodromus assamensis ingår i släktet Philodromus och familjen snabblöparspindlar. Inga underarter finns listade i Catalogue of Life.